# Saint-Loubouer
Saint-Loubouer ist eine französische Gemeinde mit 441 Einwohnern (Stand: 1. Januar 2022) im Département Landes in der Region Nouvelle-Aquitaine. Sie gehört zum Kanton Adour Armagnac und zum Arrondissement Mont-de-Marsan. 
Sie grenzt im Nordwesten an Fargues, im Norden an Buanes, im Nordosten an Classun, im Osten an Eugénie-les-Bains, im Südosten an Bahus-Soubiran, im Süden an Castelnau-Tursan, im Südwesten an Urgons und Bats und im Westen an Vielle-Tursan.

## Bevölkerungsentwicklung
| Jahr      | 1962 | 1968 | 1975 | 1982 | 1990 | 1999 | 2008 | 2017 |
| --------- | ---- | ---- | ---- | ---- | ---- | ---- | ---- | ---- |
| Einwohner | 466  | 456  | 438  | 425  | 408  | 410  | 439  | 443  |

## Sehenswürdigkeit
- Die romanische katholische Kirche Saint-Loubouer
- Tour de Maubourguet, seit dem 7. Oktober 1935 ein Monument historique

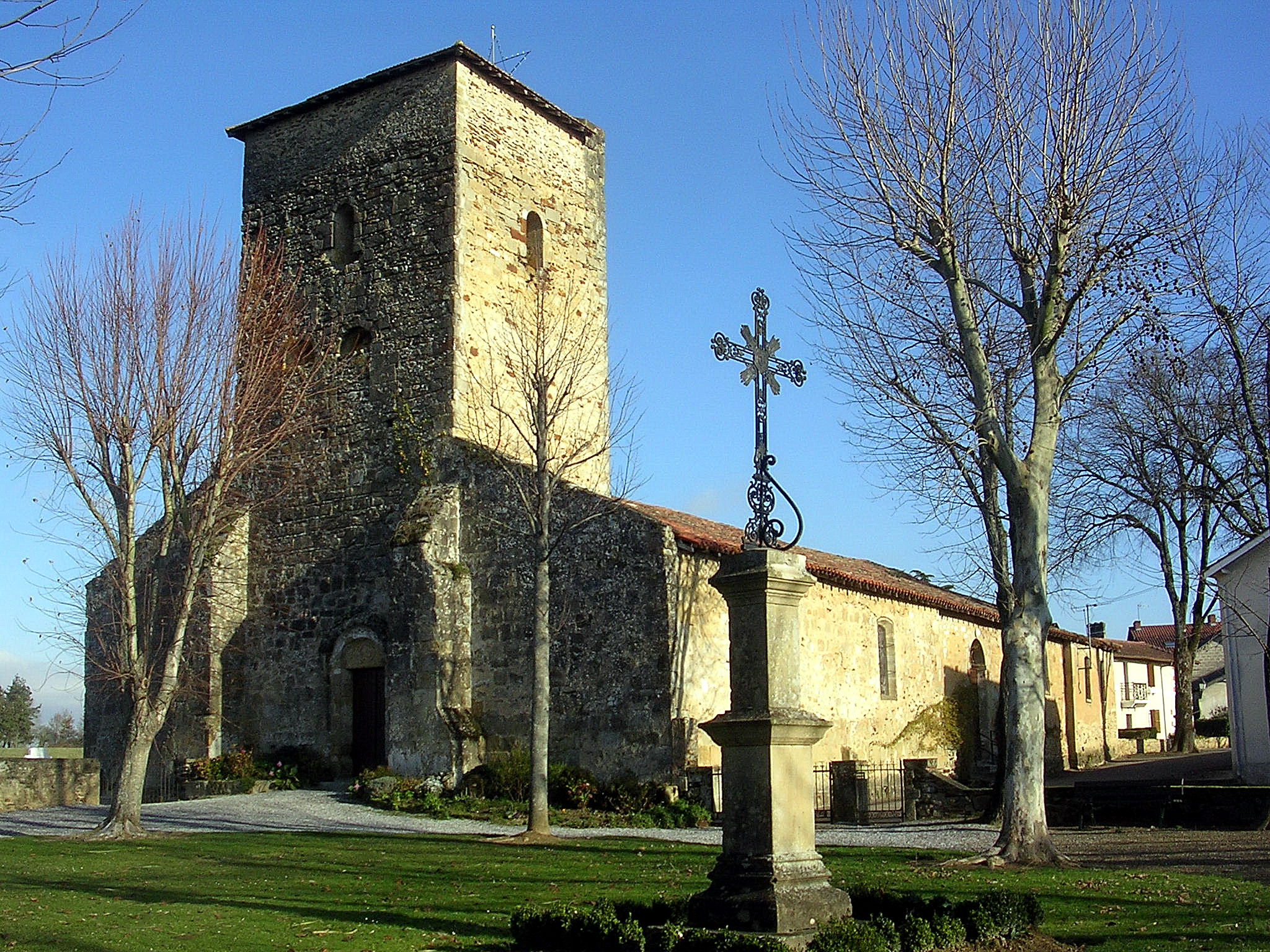
Kirche Saint-Loubouer
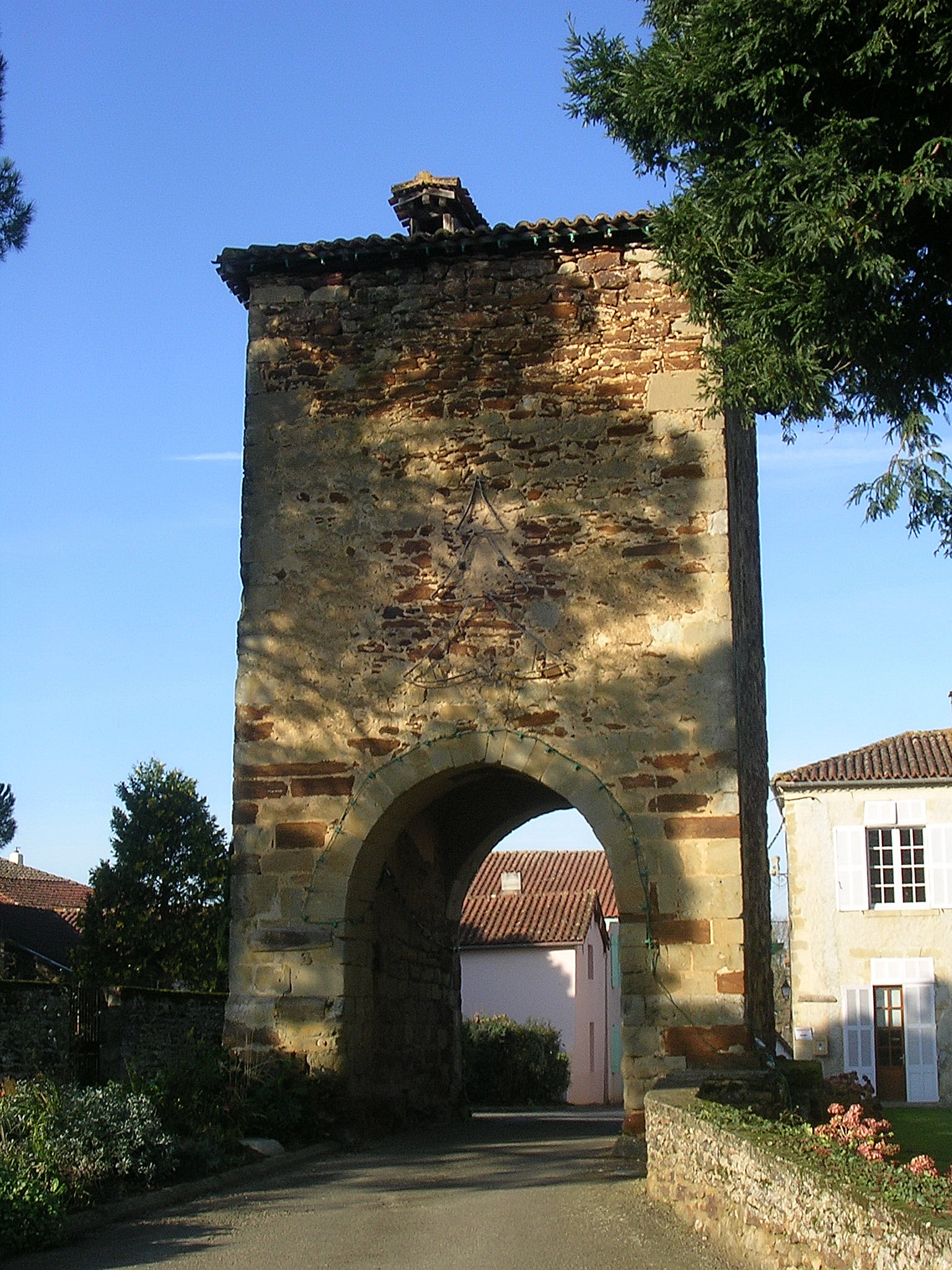
Tour de Maubourguet